# Klaus Novy

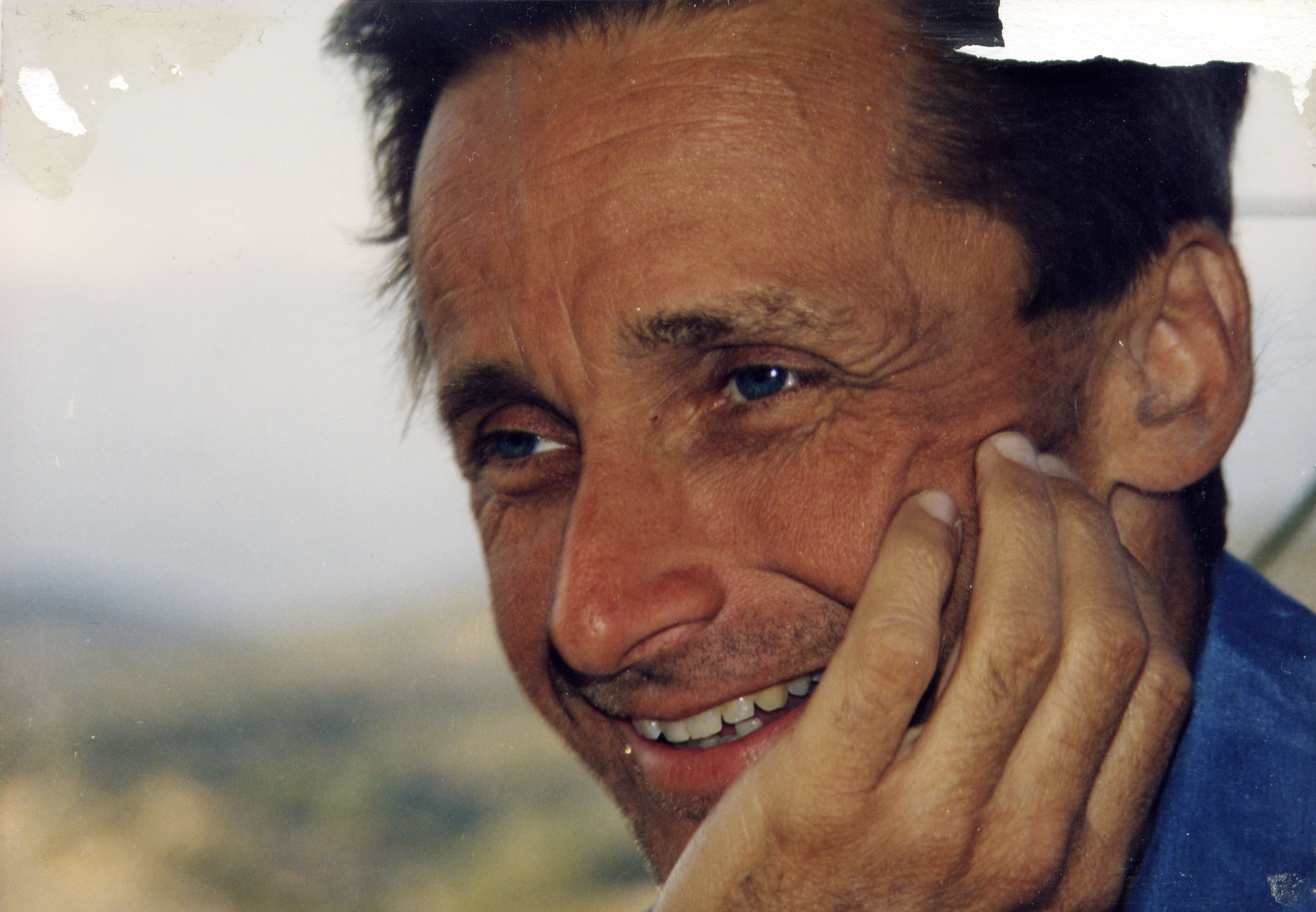
Klaus Novy, 1991

Klaus Novy (* 10. September 1944 in Wien; † 28. August 1991 in Seattle, USA) war Professor für Bauökonomie und Publizist. Seine Forschungen gaben in den 1980er Jahren neue Anstöße für die Grundkonzepte des sozialen Wohnungsbaus.

## Leben
Klaus Novy wanderte als Kind mit seinen Eltern von Linz nach Kanada aus und kam mit 16 Jahren zurück nach Europa. Nach einigen Semestern Elektrotechnik und Kunstgeschichte in Zürich begann er 1966 in Köln das Studium der Volkswirtschaftslehre, das er 1972 mit dem Diplom abschloss. Anschließend war er dort als Lehrbeauftragter tätig, bis er 1974 eine Stelle als Hochschulassistent an der RWTH Aachen annahm; dort wurde er 1977 promoviert mit einer Untersuchung zur Diskussion der Wirtschaftsreform in der Weimarer Republik („Strategien der Sozialisierung“). 1980 erhielt er eine Professur an der Universität Wuppertal. 1983 wurde er Professor für Planungs- und Stadtökonomie an der TU Berlin.
Novy forschte zum Thema der gemeinschaftlichen Selbstorganisation. In diesem Zusammenhang untersuchte er als einer der ersten den Gemeindebau des „Roten Wien“ der 1920er Jahre und die vorangegangene Wiener Siedlerbewegung. Diese waren Pionierbewegungen des Reformwohnungsbaus und stellten sozialpolitisch wie architektonisch bedeutende Objekte her. 1980 kuratierte er, gemeinsam mit Günther Uhlig und in Kooperation mit der Zeitschrift Arch+, die erste Ausstellung zur Wiener Siedlerbewegung nach dem Ersten Weltkrieg, die später auch in anderen europäischen Städten gezeigt wurde. Die Ausstellung war insofern von nachhaltiger Bedeutung, als sie in den krisengeprägten Debatten der späteren 1970er Jahre das Thema Selbsthilfe wieder ins Bewusstsein rief.
Die Ideen vom Leben in Gemeinschaft und Diversität der Lebensformen lebte Klaus Novy selbst – in einer Hausgemeinschaft, die sich 1980 als Gruppe zusammentat und bis heute besteht.

## Wirken
Novy unternahm eine kritische Bestandsaufnahme von Wirtschaftsreformtheorien. Er ging dabei insbesondere in die Zeit der frühen 1920er Jahre zurück, als die Ideen eines sozial orientierten, gemeinnützigen Wohnungsbaus aufkamen. Novy erschien das Scheitern dieser Reformen paradox, und er fing infolgedessen an, die Ursprungsideen der wohnungswirtschaftlichen und baulichen Selbstorganisationen neu auszuloten, vor allem die demokratischen Quellen der Genossenschaftsbewegung. Um diese Strategien in die Wege zu leiten, beriet er als Ökonom nicht nur die wohnungssuchenden Gruppen der „alternativen“ sozialen Bewegungen der 1970er und 1980er Jahre, sondern legte sich auch mit den Großorganisationen des Sozialen Wohnungsbaus an. Mit seinen Initiativen zur Neugründung von Wohnungsbaugenossenschaften und mit der Gründung eines Beratungsvereines, dem Wohnbund, hielt er diese zur Selbstreform an. Ihm war allerdings klar, dass mit dem idealistischen Gegenmodell „Genossenschaft“ und den „selbstnutzenden Bauherrengruppen“ (ein von ihm geprägter Begriff) die Probleme des menschlichen Wohnens und Lebens nicht gelöst werden konnten.
Wohnen war für Novy ein vieldimensionales, auch sozial-ästhetisches Thema, das weit über die Wohnungsbau und -nutzung hinausging. Der Zielbegriff, den er den „selbstnutzenden Bauherren“, in Genossenschaften oder Vereinen organisiert, vorschlug, hieß „Wohnreform“ anstelle des üblicherweise benutzten engeren Begriffs der Wohnungsreform. Über die Diskussion des Begriffs „Sozialraum“, den Novy schon in den 70er Jahren aufgriff und der „raumvergessenen Soziologie“ vorhielt, kam er zu einer intensiven Beschäftigung mit Architektur und Stadtplanung. Er legte Wert darauf, dass der Wohnbau eine ästhetisch-stadträumliche Dimension besitzt und kritisierte, dass diese in den frühen sozialen Bewegungen der 1970er in der BRD zu kurz gekommen war.
1982 begründete er eine private Forschungs- und Beratungs-Einrichtung („Klaus-Novy-Institut“) in Köln. 1994 riefen ehemalige Mitarbeiterinnen in Berlin in Kooperation mit örtlichen Wohnungsgenossenschaften einen zweiten Verein mit ähnlicher Ausrichtung ins Leben, das „Genossenschaftsforum“.

## Novy als Publizist
In seiner politischen wie publizistischen Praxis erinnerte Novy in einer Vielzahl von Artikeln, die in den Zeitschriften der Neuen sozialen Bewegungen, allmählich aber auch in den Fachorganen der etablierten Wohnungswirtschaft im In- und Ausland erschienen sind, an die vergessenen Reformtraditionen und deren Potential und warb für innovative, zeitgemäße Trägerformen im Wohnungsbau. Es ist auch sein Verdienst, dass die Rückbesinnung vieler deutscher Wohnungsbaugenossenschaften auf ihre stolze Geschichte wieder gewagt wurde, galten sie doch während des Eindringens des Kapitalismus in die regulierte Wohnungswirtschaft als sozialistisch und somit altmodisch.

Novy schrieb mehrere populärwissenschaftliche Bücher. Mehrere Jahre lang war er Redaktionsmitglied der Zeitschrift Arch+. 

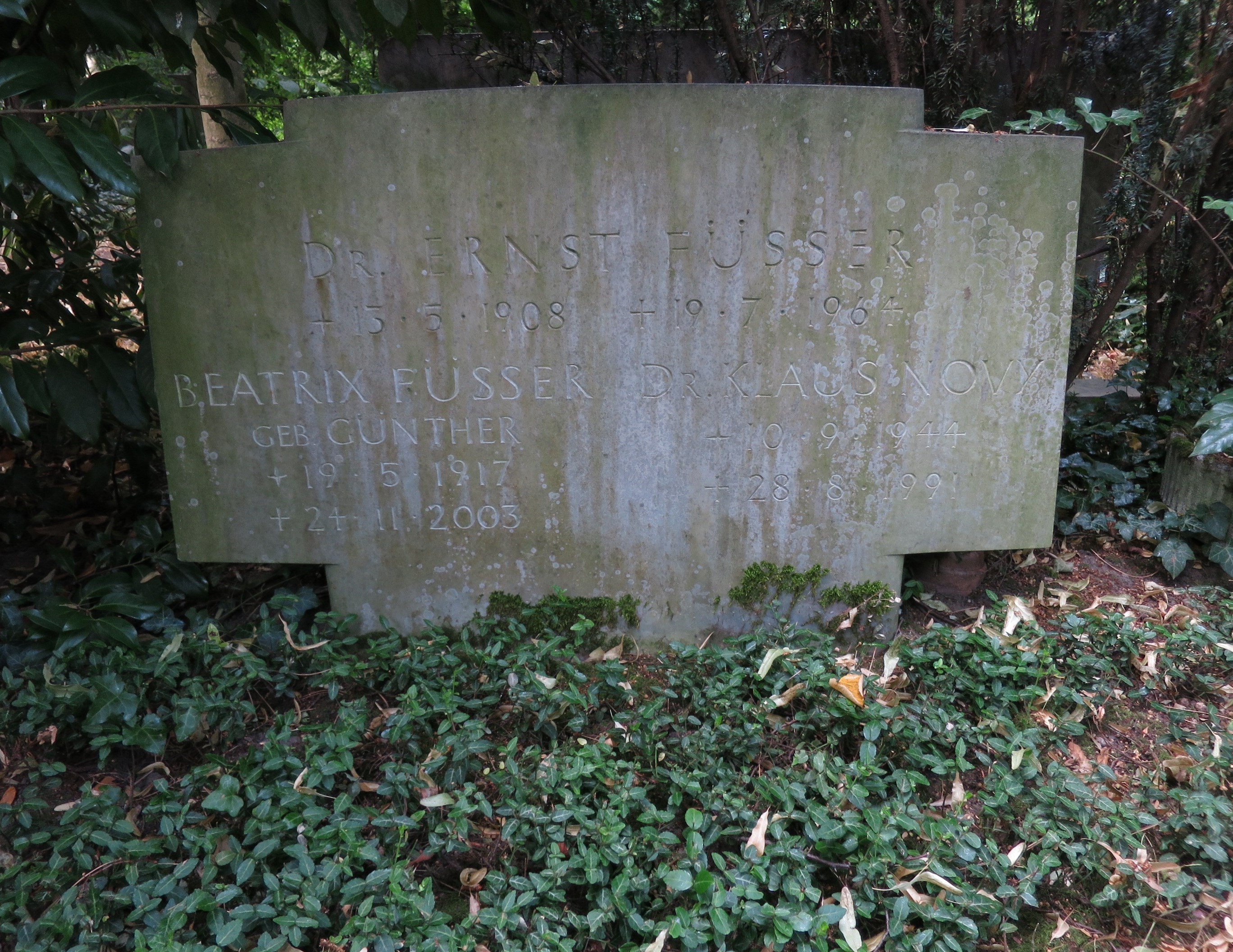
Grab, Friedhof Melaten

## Privates
Der Ehe mit der Journalistin Beatrix Füsser-Novy entstammen die Zwillinge Johannes und Leonard (* 1977). Novy starb 1991 im Alter von 46 Jahren und wurde im Grab der Familie seiner Frau auf dem Kölner Friedhof Melaten (Flur 6 (Q)) beigesetzt.

## Klaus-Novy-Preis
In Erinnerung an Novys Wirken rief die Wohnungsgenossenschaft Spar- und Bauverein Solingen eG, anlässlich ihres 100-jährigen Bestehens, im Jahr 1997 den bundesweiten „Klaus-Novy-Preis für Innovationen beim genossenschaftlichen Bauen und Wohnen“ ins Leben. Zum Internationalen Genossenschaftsjahr 2012 wurde er zum vierten Mal vergeben. Die bisherigen ersten Preisträger waren 1997 Wogeno München eG, 2002 MiKa Karlsruhe eG, 2007 Bremer Höhe eG, Berlin und 2012 das Mietshäuser Syndikat.
1. Preis 2017: „Mehr als Wohnen eG“, Zürich

## Schriften
Bücher
- 1978: Strategien der Sozialisierung. Die Diskussion der Wirtschaftsreform in der Weimarer Republik. (333 S.) Campus-Verlag, 1978, ISBN 3-593323133.
- 1983: Genossenschaftsbewegung. Zur Geschichte und Zukunft der Wohnreform. (176 S.) Transit-Verlag, Berlin 1983, ISBN 3-887470176.
- 1985: (Hrsg.) Wohnungswirtschaft jenseits reiner ökonomischer Theorie. (259 S.) Vorwort von Klaus Novy, Studienverlag Brockmeyer, Bochum 1985, ISBN 3-883394300.
- 1985: Anders Leben. Geschichte und Zukunft der Genossenschaftskultur. Bonn, 1985.
- 1985: Illustrierte Geschichte der Gemeinwirtschaft. Wirtschaftliche Selbsthilfe in der Arbeiterbewegung von den Anfängen bis 1945. (239 S.) Mit Michael Prinz. Verlag Dietz Nachf, Bonn 1985, ISBN 3-801201112.
- 1986: (Hrsg.) Wohnreform in Köln. Geschichte der Baugenossenschaften. Mit Ulrich Bimberg, Nachwort von Uwe Kessler. Bachem, Köln 1986, ISBN 3-761608403.
- 1989: Neue Wohnprojekte, alte Genossenschaften, Kooperationsformen. Darmstadt, 1989.
- 1991: Wohnreform in Berlin, Berlin.
- 1991: Reformführer NRW – Soziale Bewegungen und ihre Bauten, Köln.
- 1991 (Hrsg. mit Felix Zwoch): Nachdenken über Städtebau. Stadtbaupolitik, Baukultur, Architekturkritik. Braunschweig / Wiesbaden.
- 1993Beiträge zum Planungs- und Wohnungswesen, Stadtplanung Wien Band 41, Magistrat Stadt Wien 1993, Abt. 18, diverse Veröffentlichungen – zusammengestellt von Wolfgang Förster. Link

Artikel und Broschüren
- 1979: Der Wiener Gemeindewohnungsbau: "Sozialisierung von unten" in: Arch+ 45.
- 1981: Selbsthilfe als Reformbewegung, in: Arch+ 55.
- 1982: Baugenossenschaften zwischen Tradition und Aufbruch (mit G. Uhlig) in: Stadtbauwelt 75.
- 1984: Eine Zukunft für Gemeinnützige Träger, in Arch+ 74.
- 1985: mit Wolfgang Förster: Einfach bauen. Genossenschaftliche Selbsthilfe nach der Jahrhundertwende. Zur Rekonstruktion der Wiener Siedlerbewegung. (198 S.) Katalog zu einer wachsenden Ausstellung. Ein Projekt des Vereins für Moderne Kommunalpolitik. Ausstellung im Wiener Künstlerhaus, 8. November bis 1. Dezember 1985.  Verein für Kommunalpolitik, Wien 1985, DNB 891485562.

## Nachweise
1. ↑  Quelle? Die offizielle Bio (Memento des Originals vom 28. April 2016 im Internet Archive)  Info: Der Archivlink wurde automatisch eingesetzt und noch nicht geprüft. Bitte prüfe Original- und Archivlink gemäß Anleitung und entferne dann diesen Hinweis. nennt keine E-technik, Köln ab '65
2. ↑  Novy meinte, die etablierten Sozialbauer seien in ihren gemeinschaftlichen Wohnprojekten nur die Abgrenzung zur sozialen und städtischen Umgebung auszudrücken bestrebt gewesen, statt auch Symboliken der Rückbettung des Projektes architektonisch zu formulieren. Auch darin waren die historischen Baugenossenschaften Vorbild.
3. ↑  Novy-Kurzbiografie bei kni.de (Memento des Originals vom 28. April 2016 im Internet Archive)  Info: Der Archivlink wurde automatisch eingesetzt und noch nicht geprüft. Bitte prüfe Original- und Archivlink gemäß Anleitung und entferne dann diesen Hinweis.
4. ↑  SBV vergab vierten Klaus-Novy-Preis für Genossenschaftsideen. Auf SBV-Solingen, abgerufen am 10. Juli 2012.
5. ↑  http://www.sbv-solingen.de/sites/1707171316130.html

| Personendaten    | Personendaten                                                  |
| ---------------- | -------------------------------------------------------------- |
| NAME             | Novy, Klaus                                                    |
| KURZBESCHREIBUNG | österreichischer Hochschullehrer für Architektur und Publizist |
| GEBURTSDATUM     | 10. September 1944                                             |
| GEBURTSORT       | Wien                                                           |
| STERBEDATUM      | 28. August 1991                                                |
| STERBEORT        | Seattle, USA                                                   |